# كيري جاكوبسون
كيري جاكوبسون (بالإنجليزية: Kerry Jacobson)‏ هو موسيقي نيوزلندي، ولد في 1954.

## وصلات خارجية
- كيري جاكوبسون على موقع ميوزك برينز (الإنجليزية)
- كيري جاكوبسون على موقع ديسكوغز (الإنجليزية)